# Battaglia di Bassano
La battaglia di Bassano fu combattuta l'8 settembre 1796, durante la prima campagna d'Italia, nei dintorni di Bassano del Grappa, fra l'Armata d'Italia francese al comando del generale Napoleone Bonaparte e l'esercito austriaco al comando del feldmaresciallo Dagobert von Wurmser.
La battaglia si svolse al termine del secondo tentativo austriaco di sbloccare la fortezza di Mantova assediata dai francesi; il generale Bonaparte anticipò l'offensiva del nemico, avanzò in Trentino e inseguì l'esercito austriaco lungo la valle del Brenta vincendo una serie di violente battaglie. A Bassano le truppe austriache furono definitivamente sbaragliate e il feldmaresciallo von Wurmser fu costretto a ritirarsi con i resti del suo esercito all'interno di Mantova dove venne a sua volta bloccato dal generale Bonaparte, accorso al suo inseguimento con una serie di marce forzate.
La campagna culminata nella battaglia di Bassano dimostrò nuovamente la superiore abilità strategica del generale Bonaparte e la grande aggressività, la resistenza e l'entusiasmo delle truppe francesi dell'Armata d'Italia; tutti i piani austriaci di controffensiva fallirono completamente.

## Ripresa delle operazioni in Italia
Dopo aver superato la difficile situazione provocata dalla grande controffensiva sferrata dal feldmaresciallo Dagobert von Wurmser, comandante dell'esercito austriaco in Italia, ed aver vinto il 5 agosto 1796 l'importante battaglia di Castiglione, il generale Napoleone Bonaparte, giovane ed energico comandante in capo dell'Armata d'Italia, aveva potuto riprendere l'assedio della fortezza di Mantova, riconquistare le posizioni sull'Adige e consolidare il predominio francese nella penisola italiana, intimidendo i regnanti delle potenze reazionarie.
Il generale aveva informato dettagliatamente con una lunga missiva il Direttorio dei brillanti risultati raggiunti ed aveva comunicato che era sua intenzione sfruttare la favorevole situazione e l'indebolimento delle forze nemiche per prendere risolutamente l'iniziativa, eventualmente in connessione con l'avanzata in Baviera del generale Jean Victor Moreau con l'Armata del Reno e Mosella. Nonostante le rilevanti perdite subite durante l'ultima campagna e le gravi carenze organizzative e materiali del suo esercito, il generale Bonaparte intendeva passare presto all'offensiva in Trentino per conquistare la base di operazioni austriaca ed impedire nuovi attacchi nemici.

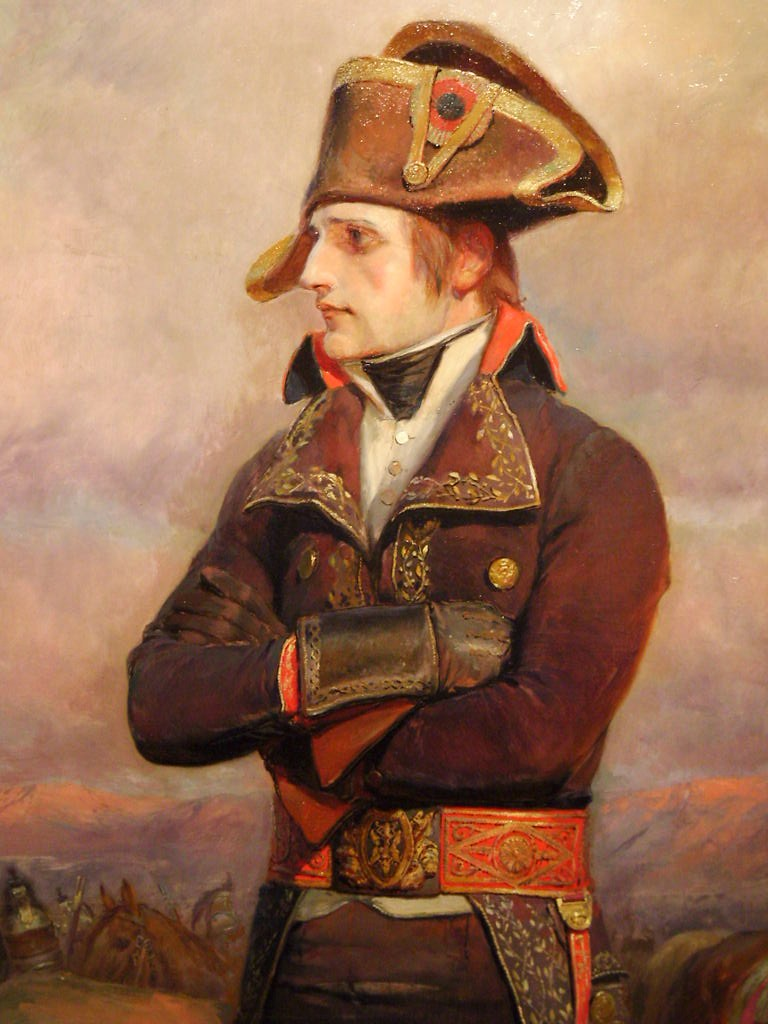
Il generale Napoleone Bonaparte, comandante dell'Armata d'Italia, da un dipinto di Edouard Detaille (1848-1912).

Per la nuova offensiva il generale Bonaparte aveva raggruppato il grosso dell'Armata d'Italia, circa 33 000 soldati, dalle due parti del lago di Garda; il comandante in capo avrebbe preso personalmente la guida delle truppe e avrebbe marciato in direzione di Rovereto e Trento; per controllare il settore di Verona e il corso dell'Adige, sarebbero rimaste le deboli forze del generale Charles Kilmaine, mentre a Mantova il generale Jean Joseph Sahuguet, che aveva sostituito il generale Jean Mathieu Sérurier ritornato in Francia per malattia, con 10 000 uomini avrebbe mantenuto l'assedio della fortezza. Il generale Bonaparte era deciso ad attaccare nonostante i dubbi e le preoccupazioni dei suoi luogotenenti; in particolare il generale Andrea Massena era fortemente allarmato per lo stato deplorevole dal punto di vista materiale delle truppe di nuovo prive di equipaggiamenti essenziali. Il generale in capo impose le sue decisioni; egli contava soprattutto sull'alto morale dei suoi soldati dopo le continue vittorie, per raggiungere un nuovo successo.
Il generale Bonaparte inoltre contava, assumendo l'offensiva, di sorprendere il nemico ed anticipare la probabile nuova offensiva del feldmaresciallo von Wurmser di cui era venuto a conoscenza per mezzo del suo efficiente servizio informazioni. Attaccando subito, i francesi avrebbero potuto scompaginare i preparativi nemici, distruggere le forze austriache in riorganizzazione in Tirolo ed anche impedire l'eventuale trasferimento di una parte di quelle forze a nord in Baviera per contrastare il generale Moreau che si stava avvicinando a Monaco.

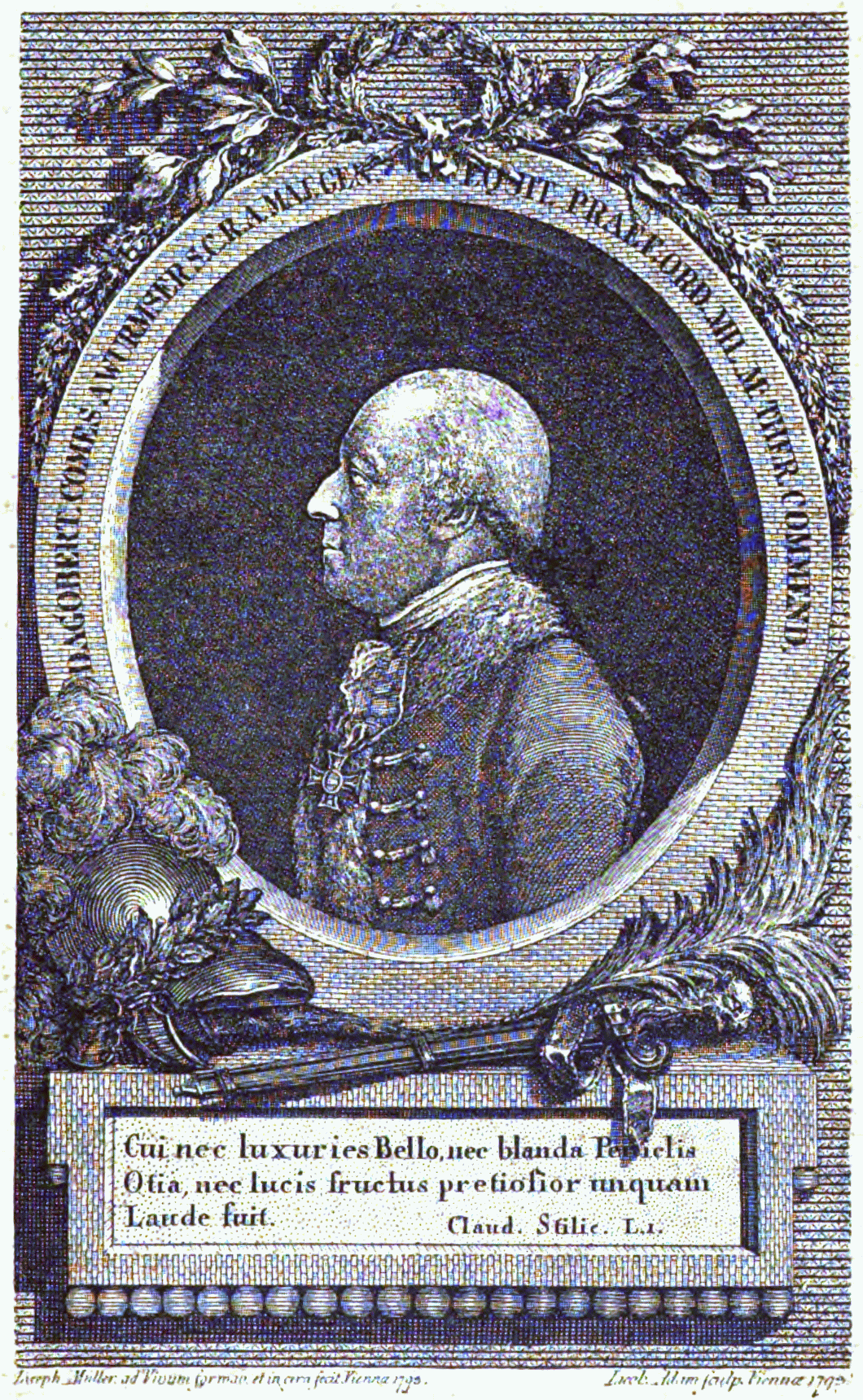
Il feldmaresciallo austriaco Dagobert Sigmund von Wurmser. Incisione di Jakob Adam (1748-1811).

Effettivamente il feldmaresciallo von Wurmser stava organizzando un nuovo tentativo di sbloccare la fortezza di Mantova e aveva pianificato una complessa operazione offensiva che prevedeva ancora una volta la divisione delle sue forze in colonne separate. Il comandante in capo austriaco aveva già raggruppato una massa di circa 10 000 soldati al comando del generale Johann Mészáros tra Bassano e Vicenza, mentre altri 25 000 soldati erano schierati in Trentino per sbarrare la strada del Tirolo al comando del generale Josef Philipp Vukassovich. Il feldmaresciallo von Wurmser era a conoscenza della possibile offensiva francese verso Trento e riteneva di poter sorprendere a sua volta il nemico con i 20 000 uomini delle divisioni del generale Peter Vitus von Quosdanovich e del generale Karl Philipp Sebottendorf che avrebbero marciato lungo la valle del Brenta; dopo essersi ricongiunto con le truppe del generale Mészáros a Bassano, egli intendeva raggiungere Mantova e sbloccare la fortezza mentre i francesi sarebbero stati trattenuti in Trentino dalle forze del generale Vukassovich. Egli riteneva possibile da Mantova minacciare le linee di comunicazione dell'Armata d'Italia che sarebbe stata bloccata tra il lago di Garda e il Trentino.
Il generale Bonaparte non fu impressionato dalla nuova dislocazione delle forze austriache; il 1º settembre durante un consiglio di guerra mostrò ottimismo e fiducia: le truppe nemiche erano state di nuovo frammentate su un ampio settore del fronte senza collegamenti sicuri; inoltre il feldmaresciallo von Wurmser avrebbe avuto bisogno di tempo per raggruppare le sue forze principali a Bassano. L'Armata d'Italia quindi avrebbe avuto il tempo, sfruttando la sua grande velocità di movimento, lo slancio, lo spirito di sacrificio e l'elevato morale dei soldati, per sferrare l'offensiva in Trentino e occupare la base di operazione dell'esercito austriaco. L'offensiva sarebbe iniziata il 3 settembre; il generale Claude Henri Vaubois avrebbe marciato lungo la riva occidentale del lago di Garda, mentre il grosso dell'armata, con le divisioni del generale Massena e del generale Pierre Augereau, sarebbe avanzato a marce forzate lungo la riva orientale; dopo essersi ricongiunti a sud di Rovereto, tutte le forze riunite avrebbero conquistato quella città e quindi raggiunto Trento. Il generale Bonaparte prevedeva inoltre di continuare l'offensiva scendendo subito lungo la Valsugana e la valle del Brenta per prendere alle spalle le truppe del feldmaresciallo von Wurmser presenti a Bassano.
Durante il consiglio di guerra, i luogotenenti del generale non nascosero i loro dubbi su un piano così audace: le truppe erano stanche e il sistema logistico sarebbe stato messo in grave difficoltà da un'offensiva a marce forzate lungo strade disagevoli e territori aspri e montuosi. Il generale Bonaparte respinse tutte le obiezioni; egli contava sullo spirito di sacrificio e lo slancio delle truppe per superare tutti i problemi e sfruttare l'occasione di tagliare le comunicazioni e distruggere l'esercito austriaco.

## Offensiva in Trentino
Il generale Bonaparte intendeva iniziare l'offensiva in forze in Trentino il 3 settembre per sbaragliare le truppe austriache del generale Vukassovich, ma fin dal 1º settembre le avanguardie del generale Vaubois avevano marciato da Lodrone lungo il corso del Chiese, mentre il generale Massena aveva attraversato l'Adige con la sua divisione e la riserva di cavalleria sul ponte di Pol; la divisione del generale Augereau da Verona era più indietro in seconda linea. Il generale Vukassovich aveva dislocato il suo quartier generale a Rovereto e schierava le avanguardie a Serravalle e Ala, mentre la divisione del principe Reuss difendeva il ponte sul Sarca con le riserve a Calliano. Il feldmaresciallo von Wurmser era già in marcia per raggiungere a Bassano la divisione del generale Mészáros, il reparto del generale Sebottendorff era a Rovigo mentre il generale Quosdanovich aveva raggiunto con le sue truppe Lavis.

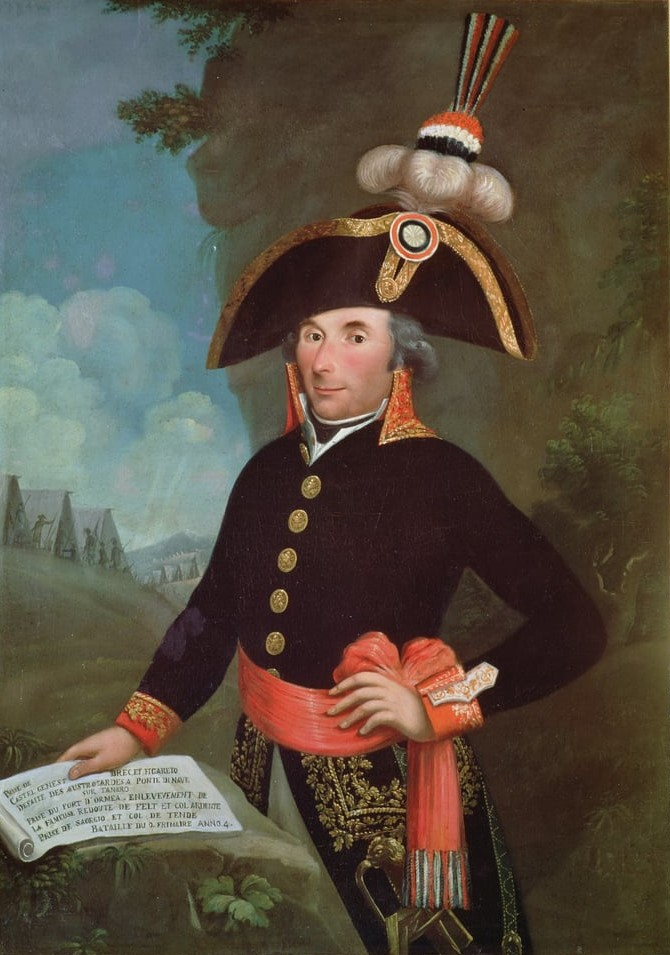
Il generale Andrea Massena.

L'offensiva francese il 3 settembre raggiunse subito importanti successi; dopo una marcia forzata, i reparti di punta del generale Vaubois, guidati dal generale Louis Saint-Hilaire, superarono la resistenza austriaca con un attacco frontale, attraversarono il ponte di Sarca e raggiunsero Mori; nel frattempo il generale Massena attaccò, con il reparto del generale Pijon, le avanguardie del generale Vukassovich conquistò Serravalle e Ala e dopo una breve sosta notturna raggiunse all'alba del 4 settembre la stretta di Marco, dove arrivò anche il generale Bonaparte con il suo quartier generale.
Il comandante in capo dell'Armata d'Italia, desideroso di accelerare le operazioni per ottenere rapidamente un successo decisivo e disgregare le retrovie dell'armata austriaca del feldmaresciallo von Wurmser in lento movimento verso Bassano, diede ordine al mattino del 4 settembre di attaccare subito con la massima energia. Il generale Masséna assaltò frontalmente con la sua divisione le solide posizioni difese dal generale Vukassovich a sud di Rovereto. I primi attacchi furono respinti ed il generale Bonaparte prese la decisione di muovere due colonne di soldati lungo i sentieri di montagna laterali per aggirare la strettoia di Marco e minacciare le vie di comunicazione del nemico. Le truppe austriache, preoccupate dal pericolo alle loro retrovie diedero segno di incertezza e il generale Bonaparte lanciò all'attacco per sfruttare la situazione il reparto del generale Claude Victor che tuttavia, nonostante un violento attacco in colonne, non riuscì a sbaragliare il nemico. La battaglia di Rovereto fu decisa infine dall'intervento del reparto di ussari del generale Paul-Alexis Dubois che caricò attraverso la strettoia e provocò il cedimento finale degli austriaci che iniziarono a retrocedere; a mezzogiorno la strada di Rovereto era aperta e le truppe francesi del generale Masséna, rinforzate dall'arrivo della divisione del generale Vaubois da Riva del Garda, entrarono nella città ingombra di soldati austriaci sbandati e avanzarono in direzione di Trento sotto il controllo diretto del generale Bonaparte; il generale Dubois era caduto mortalmente ferito nel momento decisivo della battaglia.

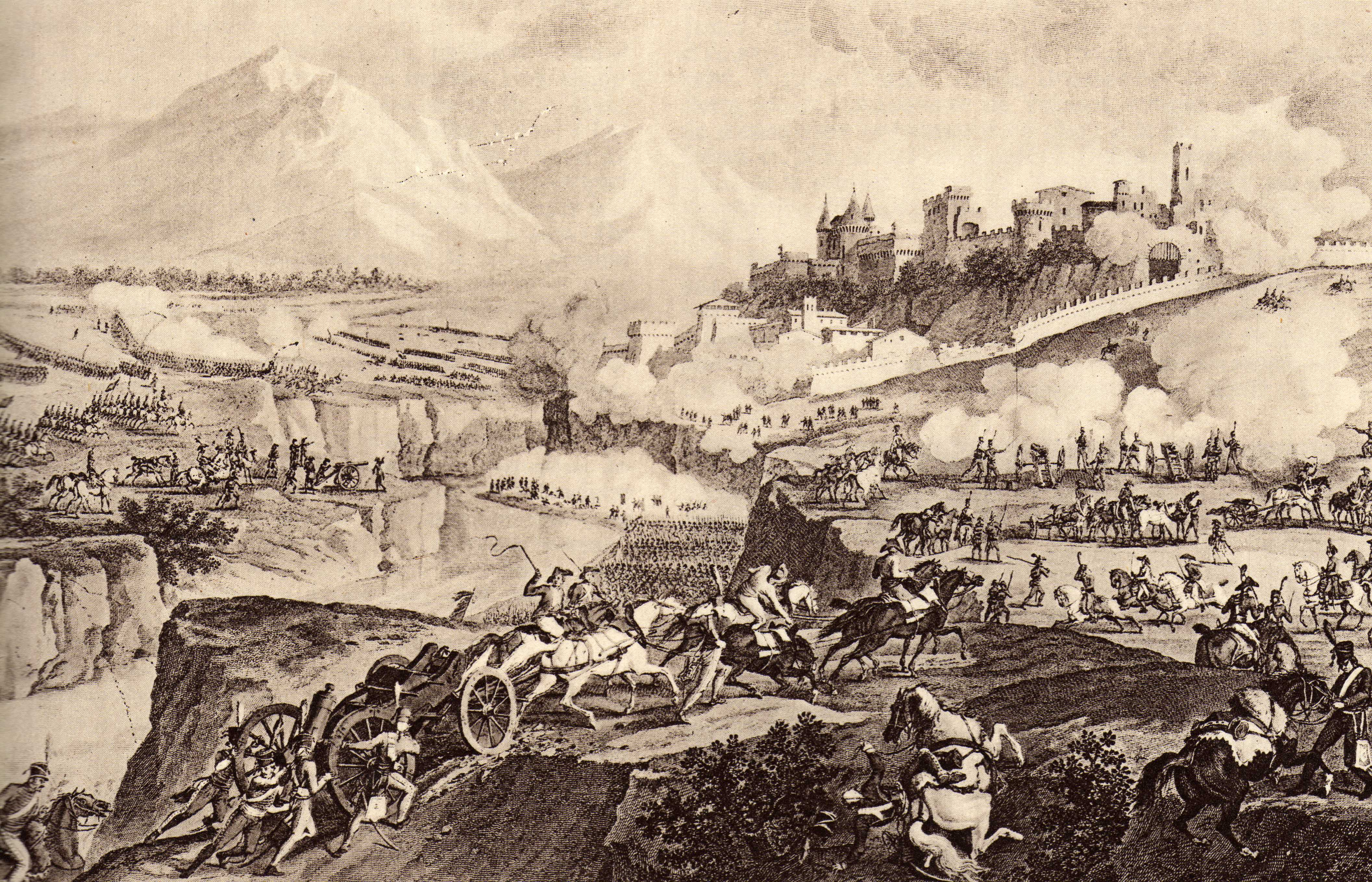
La battaglia di Rovereto del 4 settembre 1796. Illustrazione tratta da Colonel J. Revol, Histoire de l'Armée française, Paris, Larousse, 1929.

La truppe francesi avanzarono per alcuni chilometri fino a Calliano dove si trovarono di fronte ad un nuovo sbarramento organizzato dal generale Paul Davidovich con le residue forze austriache sfruttando l'aspro terreno montuoso attraversato dall'Adige. Il generale Bonaparte decise di attaccare subito e due colonne di fanteria manovrarono nuovamente sui fianchi delle montagne a destra e a sinistra delle posizioni austriache; l'avanzata francese sulla sinistra fu difficile a causa della presenza del forte della Pietra e fu necessario l'intervento di otto cannoni che colpirono le fortificazioni costringendo alla resa la guarnigione. Per l'attacco finale alla stretta di Calliano il generale Elzéar-Auguste Dommartin schierò una batteria di artiglieria leggera per prendere d'infilate le difese nemiche, mentre nove battaglioni attaccarono frontalmente in massa. Le difese austriache furono sbaragliate dall'attacco serrato della fanteria e dalla cariche della cavalleria; prese parte agli assalti decisivi anche il reparto delle guide, la guardia del corpo personale del generale Bonaparte, condotto dal comandante Jean-Baptiste Bessières. I resti delle forze austriache ripiegarono confusamente verso Trento, mentre i francesi catturarono quindici cannoni, sette bandiere e 7 000 prigionieri.
Il generale Bonaparte, impaziente di concludere le operazioni in Trentino per poter deviare verso la Valsugana, sollecitò le sue truppe a riprendere subito la marcia per sfruttare il crollo del nemico e raggiungere al più presto Trento, distante 25 chilometri; quindi durante la notte la divisione del generale Masséna, seguita dalla divisione del generale Augereau avanzò verso la città, mentre il generale Vaubois risalì lungo la riva destra dell'Adige, dopo aver conquistato nella giornata del 4 settembre la posizione fortificata di Mori. Nella mattinata del 5 settembre i soldati francesi entrarono a Trento senza incontrare resistenza; le residue truppe del generale Davodovich avevano ripiegato dietro il torrente Avisio dove vennero presto attaccate dalla divisione del generale Vaubois, che riuscì a superare il corso d'acqua dopo un violento scontro costringendo gli austriaci a ripiegare ulteriormente. Il generale Bonaparte arrivò a Trento il pomeriggio del 5 settembre e prese alloggio con il suo quartier generale all'arcivescovado dove convocò subito i generali Massena e Augereau per illustrare il suo nuovo piano che prevedeva ancora una volta estenuanti marce forzate e rapide avanzate da parte dei soldati dell'Armata d'Italia.

## Battaglia a Bassano

### Inseguimento del feldmaresciallo von Wurmser
Attraverso la raccolta di informazioni dai patrioti filofrancesi locali, il generale Bonaparte era a conoscenza della dislocazione delle forze austriache del feldmaresciallo von Wurmser. Il comandante in capo austriaco dopo il crollo delle difese in Trentino apparentemente era convinto che i francesi avrebbero marciato in Tirolo verso Innsbruck per raggiungere quindi la Baviera e congiungersi con l'armata del generale Moreau. Il feldmaresciallo quindi ritenne importante continuare la sua manovra, concentrare le forze a Bassano per riaprire le sue comunicazioni con l'Impero attraverso il Friuli e quindi avanzare verso Verona e Mantova. La divisione del generale Mészáros ricevette ordine di marciare su Verona, mentre il grosso dell'esercito, con le divisioni Sebottendorff e Quosdanovich, si raggruppò a Bassano e la retroguardia era a Primolano per sbarrare il corso del Brenta.

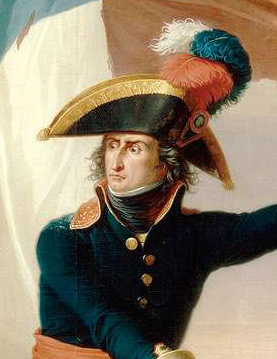
Il generale Pierre Augereau, da un dipinto di Charles Thévenin (1764–1838).

La notte del 5 settembre il generale Bonaparte apprese la notizia, proveniente dal generale Kilmaine, che gli austriaci avevano superato il Brenta e si avvicinavano all'Adige; si prevedeva che Verona sarebbe stata attaccata il 7 settembre. Il comandante dell'Armata d'Italia ritenne quindi decisivo riprendere subito l'avanzata deviando con la maggior parte del forze lungo la Valsugana e la valle del Brenta per minacciare le retroguardie del nemico e cercare di accerchiare l'intero esercito austriaco tra il Brenta e l'Adige. Il generale Bonaparte sollecitò quindi i generali Massena e Augereau a richiedere un nuovo sforzo alle loro truppe e riprendere subito la marcia avanzando di almeno 50 chilometri senza sosta; le truppe sarebbero state abbondantemente rifornite con i viveri catturati nei depositi austriaci a Trento. Il generale Massena si mostrò risoluto e affermò che i suoi soldati, se ben vettovagliati, avrebbero potuto eseguire la nuova marcia forzata.

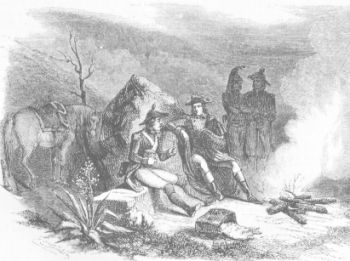
Bivacco di soldati francesi durante l'inseguimento dell'esercito austriaco.

Il generale Bonaparte riprese l'avanzata all'alba del 6 settembre; nella notte aveva preparato e fatto affiggere un proclama indirizzato alla popolazione tirolese che invitava alla collaborazione pacifica, ad accettare la "protezione dell'esercito francese" e ad abbandonare le "bandiere tante volte sconfitte" dell'Impero d'Austria. Nel proclama si escludevano obiettivi di dominio da parte della Francia e si affermava la volontà di pace: "i francesi combattono per essa". Con queste dichiarazioni ferme ma tranquillizzanti il generale mirava ad evitare sollevazioni della popolazione tirolese che avrebbero potuto mettere in difficoltà le truppe francesi che sarebbero rimaste indietro, al comando del generale Vaubois, per mantenere il possesso del Trentino ed eventualmente raggiungere il passo del Brennero.
Durante la giornata del 6 settembre i soldati francesi percorsero quasi sessanta chilometri marciando tutto il giorno; la divisione del generale Augereau avanzava in prima linea seguita dai reparti del generale Massena e dalle riserve; il generale Bonaparte intervenne personalmente per accelerare i movimenti, e in serata le truppe esauste e il quartier generale dell'armata raggiunsero, dopo aver percorso la valle del Brenta, Borgo Valsugana. Le avanguardie francesi avevano raggiunto Primolano dove erano entrate in contatto con la retroguardia austriaca del generale Quosdanovich, completamente sorpresa dall'inattesa presenza di truppe nemiche alle sue spalle. Le truppe combattenti francesi erano sfinite dopo la frenetica marcia forzata, mentre le retroguardie e il traino dell'armata erano ancora attardate; fu ordinato immediatamente il riposo sul posto per la notte.
All'alba del 7 settembre i francesi delle divisioni dei generali Massena e Augereau attaccarono subito le posizioni del generale Quosdanovich a Primolano; i soldati dell'Armata d'Italia, nonostante la stanchezza e le privazioni, diedero una nuova dimostrazione di spirito offensivo e assaltarono alla baionetta con grande impeto le difese. Dopo l'intervento in ordine sparso dalla 5ª demi-brigade leggera, le colonne serrate della 4ª demi-brigade di linea sbaragliarono in poche ore le truppe austriache, mentre il 5° dragoni del colonnello Édouard Milhaud contribuì alla vittoria. Le forze austriache vennero in gran parte catturate e i francesi presero molto equipaggiamento, dodici cannoni e 4 200 prigionieri. L'inseguimento dei resti del nemico fu presto interrotto per la grande stanchezza dei soldati francesi; a Cismon venne quindi organizzato il bivacco dell'armata, dove giunse anche il generale Bonaparte con il quartier generale ma senza bagagli e senza vettovagliamento; il generale passò la notte sul posto e condivise con i suoi soldati affamati le magre razioni disponibili.

### Vittoria francese a Bassano
Nonostante l'esaurimento delle truppe, il generale Bonaparte riprese presto le operazioni; fin dalle ore 2 dell'8 settembre egli diede inizio alla nuova marcia dei suoi soldati, incitati a sfruttare la favorevole situazione per sbaragliare definitivamente il nemico colto di sorpresa. L'obiettivo francese sarebbe stato Bassano. La nuova marcia forzata prevedeva che la divisione del generale Massena avanzasse lungo la riva destra del Brenta, mentre sulla riva sinistra avrebbe progredito il generale Augereau con i suoi reparti. Dopo una frenetica marcia di quattro ore il generale Bonaparte giunse con le sue truppe alla stretta di Solagna difesa dalle demoralizzate truppe austriache.

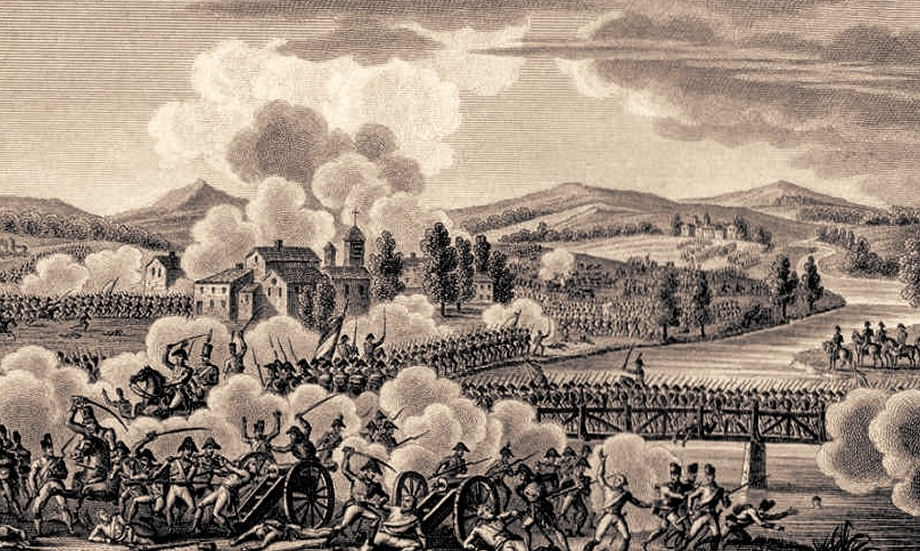
La battaglia di Bassano di Louis Francois Couché (1782-1849).

L'avanguardia francese attaccò alle ore 6 questi demoralizzati reparti austriaci ed ebbe rapidamente il sopravvento; i resti del nemico abbandonarono le posizioni e ripiegarono sulla linea principale di resistenza organizzata a protezione di Bassano dal feldmaresciallo von Wurmser con circa 20 000 soldati. Alle 7 l'artiglieria francese aprì il fuoco, mentre il generale Bonaparte si portò sulle prime linee per dirigere l'attacco decisivo ed esaltare con la sua presenza la combattività delle truppe. L'assalto venne condotto dalla divisione del generale Augereau sull'ala sinistra austriaca e dalla divisione del generale Massena sull'ala destra, e venne preceduto dall'intervento dei dragoni e dei cacciatori a cavallo del generale Joachim Murat che con una carica impetuosa disorganizzarono le linee nemiche.
I soldati francesi attaccarono alla baionetta la posizione di resistenza che gli austriaci difesero accanitamente; i combattimenti furono aspri e prolungati; il generale Massena guidò personalmente l'assalto dei suoi uomini mostrando la consueta energia. Nonostante la disperata difesa gli austriaci vennero progressivamente sbaragliati dai continui attacchi francesi e furono costretti a ripiegare in disordine verso Bassano mentre la 4ª demi-brigade di linea, guidata energicamente del colonnello Jean Lannes che rimase ferito negli scontri, conquistava d'assalto il ponte e proseguiva verso la città. Dopo una rapida avanzata di alcuni chilometri i soldati francesi alle ore 15 dell'8 settembre entrarono a Bassano senza molte difficoltà e si impadronirono di 32 cannoni, otto bandiere, due equipaggi da ponte e duecento vetture del traino; le truppe francesi, stanche e prive di regolare vettovagliamento da giorni, poterono saccheggiare l'abbondante bottino raccolto nella città; 6 000 soldati austriaci furono catturati e i resti dell'esercito del feldmaresciallo von Wurmser si ritirarono in disordine. Con la conquista di Bassano il generale Bonaparte aveva completato con pieno successo, grazie alla sua aggressività e all'infaticabile energia mostrata dalle truppe, l'audace manovra alle spalle del nemico.

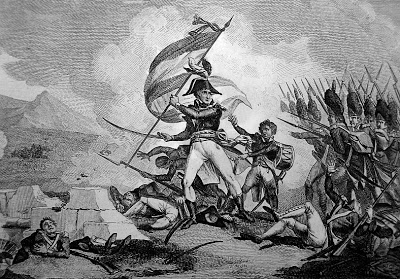
Il colonnello Jean Lannes guida l'assalto decisivo a Bassano.

Il generale Bonaparte ritenne di aver inflitto una sconfitta decisiva all'esercito nemico; informazioni raccolte dai prigionieri fecero ritenere che il feldmaresciallo von Wurmser fosse completamente demoralizzato e stesse battendo in ritirata verso est in direzione del Friuli e di Trieste. Il comandante dell'Armata d'Italia, sulla base di queste valutazioni, diede quindi ordine al generale Augereau di marciare subito verso Padova per bloccare la prevista ritirata nemica, mentre il generale Massena si sarebbe diretto con la sua divisione verso Vicenza con l'obiettivo di cogliere alle spalle la divisione austriaca del generale Mészáros che, secondo i piani iniziali austriaci, avrebbe dovuto marciare verso l'Adige dopo il ricongiungimento con il grosso dell'esercito. Le truppe del generale Mészáros erano segnalate a Montebello, tra Verona e Vicenza, e il generale Bonaparte riteneva possibile tagliarle fuori e accerchiarle. I soldati francesi, dopo la frenetica marcia di circa 150 chilometri dei precedenti quattro giorni, avrebbero dovuto quindi effettuare una nuova avanzata a tappe forzate per eseguire i piani del generale.

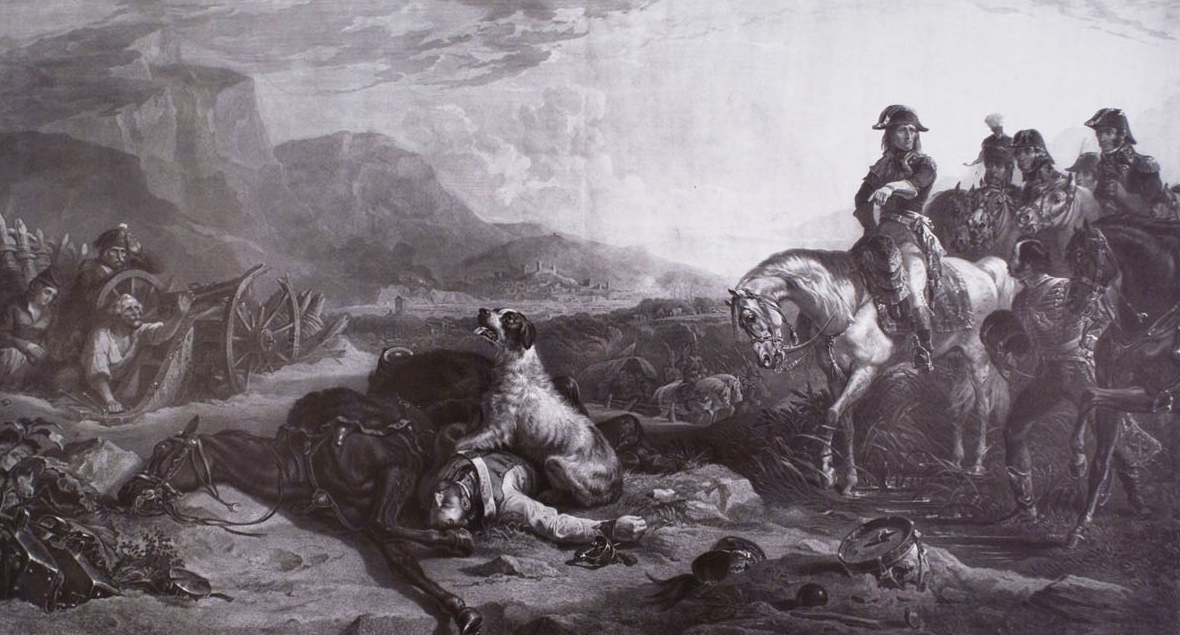
Il generale Bonaparte e i suoi generali sul campo di battaglia di Bassano. Incisione di Charles George Lewis (1808-1880) da un dipinto di Thomas Jones Barker (1815 –1882).

La situazione delle residue forze austriache appariva molto difficile; il generale Quosdanovich con 3 000 uomini era rimasto isolato dal grosso del feldmaresciallo von Wurmser e stava ritirandosi verso il Friuli, mentre il comandante in capo austriaco dopo la serie di sconfitte era rimasto con solo 16 000 soldati. Il 7 settembre il generale Mészáros aveva attaccato Verona ma il generale Kilmaine aveva organizzato abilmente le sue difese e l'attacco nemico venne duramente respinto; il generale Mészáros dovette sospendere gli assalti e richiese rinforzi per attraversare l'Adige, ma il feldmaresciallo von Wurmser, battuto a Bassano e tagliato fuori dalle comunicazioni con il Friuli, ritenne indispensabile concentrare le sue forze e ordinò al suo subordinato di ripiegare subito verso Bassano. I due raggruppamenti austriaci si congiunsero il 9 settembre a Vicenza.

## Conseguenze
Secondo lo storico Digby Smith, le perdite francesi furono modeste, in tutto circa 400 tra caduti, feriti e prigionieri, mentre gli austriaci videro 600 morti e 6 000 prigionieri tra le loro file.
Il maresciallo Wurmser, presi i rinforzi di Mészàros, decise di proseguire alla volta di Mantova invece di ritirarsi in Friuli come previsto da Napoleone.  Questa mossa imprevista metteva entrambi gli schieramenti in una posizione delicata: i francesi, sfiniti dopo aver percorso centinaia di chilometri in pochi giorni, dovevano proseguire nell'inseguimento degli austriaci per impedire che mesi di campagna venissero vanificati mentre gli austriaci, una volta giunti a Mantova, avrebbero necessariamente dovuto sconfiggere gli inseguitori, o nella città ci sarebbero state altre migliaia di bocche da sfamare.